# 花澤佳奈
花澤 佳奈（はなざわ かんな、1999年11月15日 - ）は、日本の女子バレーボール選手である。

## 来歴
千葉県千葉市出身。小学3年生の時にバレーボールを始める。小学6年生の時に全日本バレーボール小学生大会準優勝を経験している。
文京学院大女子高1年生時にセッターに転向。レギュラーとしてインターハイ準優勝、春高バレーベスト4の実績を残した。
2018年、青山学院大学経済学部に進学。2年生時に東日本インカレで優勝、自身もセッター賞を受賞している。
2022年、大学を卒業後は海外でのプレーを希望し、8月にペルーのラティノ・アミサと契約。
2023年6月、NECレッドロケッツに加入した。
2024年3月11日、2023-24シーズンをもってNECレッドロケッツを退団すると発表された。
NEC退団後、韓国Vリーグのアジア枠トライアウトに参加したが、ドラフト指名には至らなかった。
2024年6月19日、埼玉上尾メディックスへの8月31日までの期限付き加入と、9月からポルトガル1部リーグのClube Kairós移籍を発表した。

## 人物
- 高校時代にスポーツ研修としてオーストラリアを訪れた際に海外志向を持ち、大学時代に海外に行く機会のある企業への就職を希望。就職活動をしていたが、その中でバレーボールの継続を希望するようになり、海外でのプロ選手を目指すようになった[11]。
- 姉が3人、弟が1人いる[12]。
- 目標にしている選手は関田誠大[13]。
- 現役後の目標は選手の海外移籍エージェント[10][13]。

## 受賞歴
- 2019年 - 東日本大学バレーボール選手権大会 セッター賞

## 所属チーム
- みつわ台クラブ
- 文京学院大学女子中学校
- 文京学院大学女子高等学校
- 青山学院大学（2018-2022年）
- ラティノ・アミサ（ポルトガル語版）（2022-2023年）
- NECレッドロケッツ（2023-2024年）
- 埼玉上尾メディックス（2024年6月-8月）
- クラブ・カイロス（スウェーデン語版）（2024年-）